# Paulos Raptis
Paulos Raptis (ur. prawdopodobnie 29 lutego 1936 lub 28 lutego 1933 w Grecji, zm. 21 listopada 2021 w Warszawie) – polski śpiewak operowy greckiego pochodzenia, tenor.

## Życiorys
Urodził się w greckiej Macedonii, w pobliżu granicy z Albanią. Osiedlił się w Polsce w 1950 r. w Szczecinie, gdzie ukończył szkołę muzyczną pod kierunkiem Michała Prawdzica. Absolwent Akademii Muzycznej w Poznaniu, uczeń Kazimierza Czarneckiego. Artysta światowej sławy, laureat międzynarodowych konkursów wokalnych. Występował na wszystkich wielkich scenach operowych i estradowych. Urzekał publiczność nieskazitelnie czystym, szlachetnym w brzmieniu i pełnym niepowtarzalnego blasku głosem oraz prawdziwym mistrzostwem warsztatowym.
Imponujący repertuar Raptisa obejmował wielkie role operowe, wszystkie klasyczne pieśni wykonywane przez najwybitniejszych tenorów oraz piosenki estradowe. Piosenki greckie zajmowały w sercu i w repertuarze Raptisa miejsce szczególne. Śpiewał je z miłością, wydobywając ich całą urodę.
Prowadził własną szkołę wokalistyki w Grecji.
12 września 2008 roku z okazji Dni Greckich w Szczecinie upamiętniających 60 lat emigracji Greków do Polski wystąpił w sali Bogusława szczecińskiego zamku, odbierając przy tej okazji Odznakę Honorową Gryfa Zachodniopomorskiego, za pracę na rzecz tegoż regionu.
22 czerwca 2011 na uroczystości w siedzibie Ministerstwa Kultury i Dziedzictwa Narodowego został odznaczony przez ministra Bogdana Zdrojewskiego Srebrnym Medalem „Zasłużony Kulturze Gloria Artis”.
6 stycznia 2021 obchodził wraz ze swoją żoną Heleną 60-lecie ślubu. Zmarł 21 listopada 2021 w Warszawie.